# Leliūnai
Leliūnai är en ort i Litauen. Den ligger i den östra delen av landet, 90 km norr om huvudstaden Vilnius. Leliūnai ligger 153 meter över havet och antalet invånare är 483.
Terrängen runt Leliūnai är platt, och sluttar västerut. Runt Leliūnai är det ganska glesbefolkat, med 42 invånare per kvadratkilometer. Närmaste större samhälle är Utena, 13,1 km öster om Leliūnai. Omgivningarna runt Leliūnai är en mosaik av jordbruksmark och naturlig växtlighet.